# Телксион (син на Апис)
Телксион (на старогръцки: Θελξίων, Thelxion) в гръцката митология е цар на Сикион през 20 век пр.н.е. Той е син на Апис.
Телксион наследява баща си Апис на трона и е наследен от син си Айгидрос (Егир).